# J. Hillis Miller
Joseph Hillis Miller Jr. (n. 5 martie 1928, Newport News⁠(d), Virginia, SUA – d. 7 februarie 2021, Sedgwick⁠(d), Maine, SUA) a fost un critic literar american care a fost puternic influențat de – și care, la rândul lui, a influențat puternic – teoria deconstructivistă.

## Primii ani
Hillis Miller s-a născut în Newport News, Virginia. El este fiul lui J. Hillis Miller Sr., un pastor baptist, profesor universitar și administrator, care a îndeplinit funcția de președinte al Universității Florida. Miller a absolvit Colegiul Oberlin (B.A. „summa cum laude”, 1948) și Universitatea Harvard (masterat în 1949 și doctorat în 1952). Miller este căsătorit și are trei copii.

## Cariera
Miller a fost un important cercetător literar și umanist specializat în literatura victoriană și modernistă, cu un interes deosebit față de etica lecturii și de lectură ca act cultural. Din 1952 până în 1972, Miller a predat la Universitatea Johns Hopkins. În acest timp, Miller a fost puternic influențat de colegul profesor și criticul literar belgian Georges Poulet, precum și de Școala de critică literară de la Geneva, pe care Miller a caracterizat-o drept „conștiința conștiinței altuia, transpunerea universului mental al unui autor în spațiul interior al minții criticului”.
În 1972 s-a transferat la Universitatea Yale, unde a predat timp de paisprezece ani. La Yale, el a lucrat alături de proeminenții critici literari Paul de Man și Geoffrey Hartman, cei trei fiind cunoscuți în mod colectiv ca formând așa-numita Școală deconstructivistă de la Yale, în contradicție cu proeminentul și influentul teoretician Harold Bloom. În calitate de proeminent deconstrucționist american, Miller definește mișcarea ca reprezentând căutarea „în textul în cauză a firului care va desluși totul” și menționează că există mai multe straturi pentru orice text, atât un strat clar de suprafață, cât și un substrat compensator profund: 
 e de-o parte, „citirea clară și univocă” conține întotdeauna „lectura deconstructivistă” ca un parazit criptat în interiorul ei. Pe de altă parte, lectura „deconstructivistă” nu se poate elibera prin niciun mijloc de lectura metafizică pe care o presupune că o contestă.
 În 1986, Miller a părăsit Universitatea Yale pentru a lucra la University of California, Irvine, unde a fost urmat mai târziu de colegul său de la Yale Jacques Derrida. În același an, el a îndeplinit funcția de președinte al Modern Language Association (Asociației de Limbi Moderne) și a fost onorat de MLA cu un premiu pentru întreaga carieră în anul 2005. Atât la Yale, cât și la UC Irvine, Miller a fost mentorul unei întregi generații de critici literari americani, printre care și teoreticiana Eve Kosofsky Sedgwick.
În ultimii săi ani de viață a fost profesor cercetător emerit de literatură engleză și literatură comparată la University of California, Irvine.

## Cărți
- (1958) Charles Dickens: The World of His Novels Arhivat în 21 martie 2012, la Wayback Machine.
- (1963) The Disappearance of God: Five Nineteenth-Century Writers
- (1965) Poets of Reality: Six Twentieth-Century Writers
- (1968) The Form of Victorian Fiction: Thackeray, Dickens, Trollope, George Eliot, Meredith, and Hardy
- (1970) Thomas Hardy, Distance and Desire
- (1971) Charles Dickens and George Cruikshank
- (1982) Fiction and Repetition: Seven English Novels
- (1985) The Linguistic Moment: from Wordsworth to Stevens
- (1985) The Lesson of Paul de Man
- (1987) The Ethics of Reading: Kant, de Man, Eliot, Trollope, James, and Benjamin
- (1990) Versions of Pygmalion
- (1990) Victorian Subjects
- (1990) Tropes, Parables, Performatives: Essays on Twentieth Century Literature
- (1991) Theory Now and Then
- (1991) Hawthorne & History: Defacing It
- (1992) Ariadne's Thread: Story Lines
- (1992) Illustration
- (1995) Topographies
- (1998) Reading Narrative
- (1999) Black Holes
- (2001) Others
- (2001) Speech Acts in Literature
- (2002) On Literature
- (2005) The J. Hillis Miller Reader
- (2005) Literature as Conduct: Speech Acts in Henry James
- (2009) The Medium is the Maker: Browning, Freud, Derrida, and the New Telepathic Ecotechnologies
- (2009) For Derrida
- (2011) The Conflagration of Community: Fiction Before and After Auschwitz
- (2012) Reading for Our Time: Adam Bede and Middlemarch Revisited
- (2014) Communities in Fiction
- (2015) An Innocent Abroad: Lectures in China

### Colecții de arhive
- Guide to the J. Hillis Miller Papers. Special Collections and Archives, The UC Irvine Libraries, Irvine, California.
- Guide to the Barbara Cohen Manuscript Materials. Special Collections and Archives, The UC Irvine Libraries, Irvine, California.

### Altele
- Miller's webpage at the University of California at Irvine
- Recording of interview with Miller at the UCD Humanities Institute
- Interview with Miller about his recent book The Conflagration of Community: Fiction Before and After Auschwitz on "New Books in Critical Theory"